# Daniela Ruah
Daniela Sofia Korn Ruah (Boston, Massachusetts, 2 december 1983) is een Portugees-Amerikaanse actrice. Ze speelt de rol van Kensi Blye in de CBS-serie NCIS: Los Angeles.
Ze heeft een opvallende blik door een kleurafwijking aan haar rechteroog.

## Biografie
Haar vader was een internist in Boston. Toen Ruah vijf jaar oud was, voltooide haar vader zijn assistentschap en de familie keerde terug naar Portugal, waar de ouders zijn gescheiden en waar Daniela de rest van haar kindertijd woonde. Ze heeft geen broers of zussen. Haar vader is van Portugees-joodse afkomst, haar moeder is de dochter van een Sefardische moeder, die werd geboren in Portugal en een Ashkenazische vader, die geboren werd in Breslau, Polen, tegenwoordig Wrocław.
Ruah bezocht de Saint Julian's School in Carcavelos, in de buurt van Lissabon. Zij was een actief lid van de Portugees-joodse gemeenschap. Ruah spreekt drie talen vloeiend: Portugees, Engels en Spaans.  Ze behoudt haar dubbele nationaliteit in de Verenigde Staten en Portugal.
Als achttienjarige verhuisde ze naar Londen om te studeren aan de London Metropolitan University en ze behaalde daar een Bachelor of Arts. Ruah keerde terug naar Portugal om haar acteercarrière te vervolgen. Zij werd winnaar van de Portugese versie van Dancing with the Stars en had belangrijkste rollen in tv-series, korte films en theater. In 2007 verhuisde ze naar New York om te studeren aan het Lee Strasberg Theatre and Film Institute.
Ruah huwde in 2014 met acteur David Paul Olsen, de broer van haar NCIS-collega Eric Christian Olsen.

## Carrière
In 2010 won Ruah de Portugese Golden Globe award voor Revelation of the Year. In juni 2010 werd ze genomineerd voor het beste tv-optreden van een actrice in de Teen Choice Award.
In 2018 presenteerde ze het Eurovisiesongfestival 2018.

## Filmografie

### Films
- 2012 - Red Tails
- 2013 - Uncharted

### Korte films
- 2006 - Canaviais
- 2008 - Blind Confession
- 2009 - Safe Haven
- 2009 - Midnight Passion
- 2010 - Tu & Eu

### Televisie

#### Portugal
- 2000/2001 - Sara in Jardins Proibidos, TVI
- 2001 - Zézinha in Querida Mãe, SIC
- 2001 - Mónica in Elsa, Uma Mulher Assim, RTP
- 2001/2002 - Constança Valadas in Filha do Mar, TVI
- 2004 - Verónica Botelho in Inspector Max (Marcas do Passado) (gastrol), TVI
- 2005/2006 - Rita Cruz in Dei-te Quase Tudo, TVI
- 2006/2007 - Daniela Pinto in Tu e Eu (protagonist), TVI
- 2008 - Rita in Casos da Vida (2008) (gastrol), TVI

#### Verenigde Staten
- 2009-2024 - Special Agent Kensi Blye in NCIS, gastrol, 3 afl.
- 2009-2023 - Special Agent Kensi Blye in NCIS: Los Angeles, hoofdrol naast Chris O'Donnell, LL Cool J en Eric Christian Olsen.
- 2011 - Special Agent Kensi Blye in Hawaii Five-0, cross-over met NCIS LA.
- 2025 - Maria João Mascarenhas in Broken Spies, miniserie

#### Europa
- 2018 - Daniela Ruah was een van de vier presentatrices van het Eurovisiesongfestival in Lissabon, Portugal.[3]

- Bibliothèque nationale de France: cb16583085f (data)
- Gemeinsame Normdatei: 1143554515
- International Standard Name Identifier: 0000 0001 1207 9578
- Library of Congress Control Number: no2010209113
- Nederlandse Thesaurus van Auteursnamen: 377513547
- Istituto Centrale per il Catalogo Unico: LO1V426941
- Virtual International Authority File: 163181131
- WorldCat: E39PBJd3HKBtpFw86hYKRTB773